# Gröna gubbar från Y.R.
Gröna gubbar från Y.R. är en svensk science fiction-film från 1986 i regi av Hans Hatwig.

## Handling
Ett ufo kraschar i närheten av Skara sommarland varpå general Pansarsson och hans anti-ufo-styrka beger sig ut för att hitta ufot och dess besättning. Några barn och ungdomar försöker tillsammans med en man med magiska egenskaper att hjälpa de tre utomjordingarna att laga rymdskeppet så att de kan åka hem. Det är dock bråttom eftersom de gröna utomjordingarna inte klarar av jordatmosfären mer än 24 timmar. Anti-ufo-gruppen jagar utomjordingarna och barnen över sommarlandets olika åkattraktioner innan rymdmännen slutligen kan fara därifrån.

## Rollista
- Keijo Salmela – YR-ving
- Ricky Danielsson – YR-sel
- Annikka Nuora – YR-vaken
- Roland Janson – Finkelstein
- Charlie Elvegård – Bernhard
- Carl Billquist – Pansarsson
- Curt Broberg – Frans
- Daniel du Rietz – Micke
- Jennifer Wesslau – Fia
- Åsa Dahlenborg – Marre
- Thomas Johansson – Paul
- Duane Loken – popbandsmanagern
- Nadia Danielsson – tjej i kassan
- Bert Karlsson – parkarbetare
- Björn Henricson – Ufo-jägare 1
- Bruno Johansson – Ufo-jägare 2
- Ingemar Andersson – Ufo-jägare 3
- Gunilla Norling – dubbningröst

## Om filmen
Ungdomstidskriften Okejs grundare, Hans Hatwig, står för manus och regi till denna familjefilm. Filmen är till stor del inspelad på Skara Sommarland och Bert Karlsson har en av birollerna, vilket pressen betecknade som oblyg reklam för anläggningen.
Förutom Bert Karlsson medverkar musikgruppen The Bubbles och Duane Loken i mindre roller. Filmens budget var 3 miljoner kronor varav förlaget Lindströms Förlags AB stod för hälften och Sandrew Metronome för hälften. Terrafilm bidrog, genom producenten Björn Henricsson, med en mindre summa och Svenska Filminstitutet stod för en förlustgaranti på 2,1 miljoner kronor.
Filmen hade premiär 26 mars 1986, och 27 juli 2007 släpptes den på dvd.
Filmen sågs i Sverige av 11 036 biobesökare.